# Maximilian Daublebsky von Eichhain
Maximilian Daublebsky von Eichhain (Vienna, 17 gennaio 1865 – Moravče, 28 agosto 1939) è stato un ammiraglio austriaco.

## Biografia
Era un figlio naturale, ma riconosciuto, dell'ammiraglio Maximilian Freiherr Daublebsky di Sterneck, che questi aveva avuto da una relazione con Amalia Pabst nata baronessa Matz von Spiegelfeld. In giovane età si sposò con la baronessa Elisabetta Minutillo, proveniente da una nobile famiglia austriaca di origine napoletana, che aveva contato numerosi ufficiali nell'esercito e nella marina austriaca ed austro-ungarica.
Durante la prima guerra mondiale comandò prima la corazzata Zrinyi, che il 24 maggio 1915, all'entrata in guerra in Italia, fu mandata a bombardare Senigallia e, poi, partecipò ripetutamente alla difesa contro gli attacchi aerei su Pola. Nella primavera del 1917 gli fu affidato il comando della V Divisione Navale, costituita dalle corazzate obsolete della "classe Monarch". Poco dopo la fine della guerra si ritirò a vita privata, nella sua tenuta in Slovenia, nei pressi di Drittai frazione della municipalità di Miniera (Moravče).